# 프란시스쿠 필류
프란시스쿠 아우베스 필류(포르투갈어: Francisco Alves Filho, 1971년 1월 10일 ~ )는 브라질에서 태어났다. 주 사용 무술은 극진가라데이다. 극진가라데 수련 당시 일본과 브라질에서 한 번씩 100명과 차례로 대련 시합을 벌이는 '100인 조수'를 통과하여 "극진 역사상 최강의 사나이", "극진의 괴물"로 불리기도 하였다. 1997년 당시 K-1 디펜딩 챔피언이었던 앤디 훅을 상대로 K-1 데뷔전을 치루었는데 예상을 뒤엎고 필살기인 일격 라이트 훅으로 앤디 훅을 KO시켜 많은 팬들과 관계자들을 경악시켰다. 그 이후에도 샘 그레코, 에르네스토 호스트 등 많은 강자들을 쓰러트리며 K-1에서 일격 신화를 이어갔다. 1999년에는 4년에 한 번 열리는 극진가라데 세계 대회에서 우승을 차지하며 사상 최초로 외국인 우승자로 등극하는 영예를 누렸다. 하지만 다음 해인 2000년 K-1 복귀전에서 마이크 베르나르도와 제롬 르바네르에게 1라운드 실신 KO패를 당하게 되고, 이후 경기 스타일이 매우 소극적으로 변하게 되면서 대부분의 경기가 판정으로 이어지게 되었다. 2001년 K-1 월드 그랑프리 준우승을 차지한 이후 계속된 연패에 한동안 시합을 가지지 않았지만 2004년 깜짝 복귀하여 당시의 디펜딩 챔피언이었던 레미 본야스키를 상대로 판정승 하기도 하였다. 그 시합이 K-1에서의 마지막 경기였으며, 한때 프라이드 파이팅 챔피언십에 진출하여 종합격투기 선수로 활약할 것이라는 소문이 나돌기도 했으나 루머에 그쳤다.